# Metamesia ametria
Metamesia ametria är en fjärilsart som beskrevs av Diakonoff 1960. Metamesia ametria ingår i släktet Metamesia och familjen vecklare. Inga underarter finns listade i Catalogue of Life.